# Darren Braithwaite
Darren Braithwaite (Londra, 20 gennaio 1969) è un ex velocista britannico.

## Biografia
Vinse due medaglie di bronzo ai Campionati del mondo di atletica leggera, la prima nel 1991 insieme a Tony Jarrett, John Regis e Linford Christie, venendo battuti dalle nazionali francese e statunitense, la seconda nel 1997.

## Palmarès
| Anno | Manifestazione | Sede  | Evento      | Risultato | Prestazione | Note |
| ---- | -------------- | ----- | ----------- | --------- | ----------- | ---- |
| 1991 | Mondiali       | Tokyo | 4×100 metri | Bronzo    | 38"09       |      |
| 1997 | Mondiali       | Atene | 4×100 metri | Bronzo    | 38"14       |      |